# Everclear (alcool)
Pour les articles homonymes, voir Everclear.

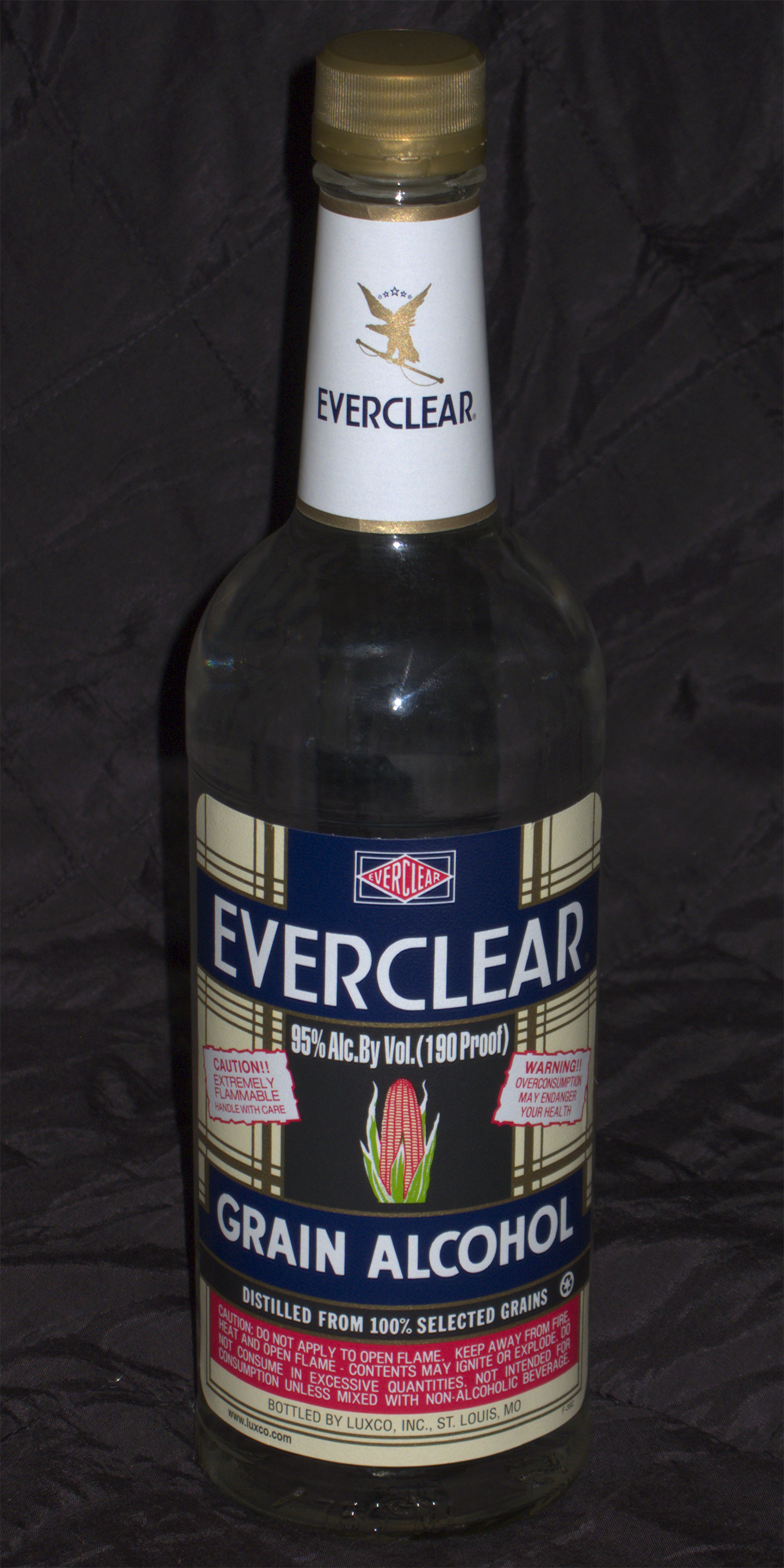
Everclear

Everclear est une marque d'alcool rectifié de maïs, qui peut être achetée à 75.5° ou à 95°. Cette boisson est vendue par la société Luxco.
Dans plusieurs États des États-Unis, l'achat comme la vente de la version à 95° est illégale. Pour comparaison, une bouteille de rhum ou de vodka avoisine les 40 degrés d'alcool. C'est pourquoi Everclear est la plupart du temps mélangé à d'autres produits pour faire des cocktails, par exemple.